# Ruschia polita
Ruschia polita är en isörtsväxtart som beskrevs av L. Bol. Ruschia polita ingår i släktet Ruschia och familjen isörtsväxter. Inga underarter finns listade i Catalogue of Life.